# Cortázar: apuntes para un documental
Cortázar: apuntes para un documental  es una película documental de Argentina escrita y dirigida por Eduardo Montes Bradley. Fue filmada en Eastmancolor y se estrenó el 5 de diciembre de 2002. El documental fue seleccionado como candidato al premio al Mejor Documental Argentino de 2003 por la Asociación de Cronistas Cinematográficos de la Argentina.

## Sinopsis
El documental se aproxima al gran escritor argentino Julio Cortázar, autor (entre otras obras famosas) de Rayuela, en un intento por descifrar la relación entre sus distintas perspectivas políticas: por un lado, el pasado conservador, por otro un exilio que lo conecta con los movimientos progresistas y populistas en América Latina. El filme también explora la relación de Cortázar con Carole Dunlop y sus vínculos familiares.
Se destacan en este filme la colaboración entre el realizador y Aurora Bernardez, quien también colabora con Montes-Bradley en el libro Cortázar sin barba, que es una biografía parcial del escritor, editada en Madrid por Random House Mondadori. El filme incluye además relevantes testimonios fílmicos, rodados en Super-8 por Cortázar, entre los que cabe mencionar el episodio en el que el mismo autor, Aurora Bernardez, Octavio Paz y Elena Garro bailan en celebración en los jardines de la embajada de México en Nueva Delhi.
El documental, rodado en Managua, Buenos Aires, Paris, Linz Am Rhien, Madrid, y Roma, reúne los testimonios de Tomás Abraham, Claribel Alegría, Manuel Antín, Bruno Arpaia, Osvaldo Bayer, Ernesto Cardenal, Alejo Carpentier, Rolo Diez, Horacio González, Daniel Guebel, Hugo Gutiérrez Vega, Juan Madrid, Carlos Montemayor, Juan Carlos Onetti, Octavio Paz, Sergio Ramírez y Ismael Viñas.

## Comentarios
Aníbal M. Vinelli en Clarín dijo:

”Hay testimonios que se entienden parcialmente, tanto por la grabación como porque algunos de los entrevistados hablan para sí mismos y ello en más de un sentido. Y el montaje incluye fotografías infantiles y juveniles y hasta filmaciones caseras del propio Cortázar que serán una rareza para coleccionistas antes que un elemento apasionante para el espectador. El cineasta Manuel Antín....recuerda las contradicciones de Cortázar frente a la Revolución cubana...Pero omite que el escritor detestó alguna de las adaptaciones que Antín hizo de su obra....Osvaldo Bayer...Le reclama, desde el tiempo, una actitud heroica que Cortázar no tuvo, porque estaba enamorado y porque no quería que le pegaran un tiro. Y Bayer concluye, aproximadamente, que si lo hubiesen matado se habría hecho historia. O algo así…. El director …ha hecho un arduo trabajo…para remarcar las contradicciones de Cortázar. Que lo fue —contradictorio y cambiante— no es ninguna novedad y en tal carácter no estuvo solo. Wagner fue un egoísta retorcido que revolucionó la música mientras pasaba de las barricadas al favoritismo de reyes absolutos. Y aquí, Leopoldo Lugones osciló de una ideología a otra sin que sus poemas dejarán de ser sublimes.
Las debilidades humanas y políticas de los artistas son tan sólo un pie de página en la gran historia. Y a ésa, Apuntes para un documental, que no carece de interés aunque éste sea muy limitado, no le agrega casi nada..”

Adolfo C. Martínez en La Nación opinó:

”… documental…con una aridez y una elementalidad muy peligrosas….recaló en testimonios de políticos, cineastas, periodistas y escritores…. Cada uno de ellos intenta descubrir o redescubrir las motivaciones de Cortázar para enrolarse en el clima de la revolución cubana o en su admiración hacia el sandinismo, o en sus libros…el film como producto terminado es totalmente caótico y, por sobre todo, técnicamente imperfecto. El sonido es apenas audible, la fotografía vira del color desteñido a un granulado imperdonable, la música no condice con la narración, y el montaje adolece de continuidad y de técnica.”

Josefina Sartora en el sitio web Cineísmo escribió:

”…el resultado todavía no llega a ser cine….Entrevistas… que esbozan el perfil polifacético del personaje…  poniendo el acento en su personalidad contradictoria. El film deja de lado la intención biográfica, y constituye el eje de la discusión en la transformación de un escritor que pasó de desarrollar una actividad exclusivamente literaria… a ocupar el sitial emblemático del escritor políticamente comprometido, después de su contacto con la revolución cubana. Lo notable es que Montes-Bradley ve esa evolución política de Cortázar como un cambio de personalidad, y lo homologa al personaje doble de Stevenson –Jekyll y Hyde–... como si un cambio de actitud política fuera una monstruosidad. Curiosa interpretación, de una ortodoxia sorprendente...Cortázar ya había tenido su documental biográfico, a cargo de Tristán Bauer. Montes-Bradley contesta a Bauer con una mirada iconoclasta, inusual y valiosa en una sociedad tan amante de la solemnidad como la nuestra. El carácter de borrador del film es evidente parece una película en preparación, y los problemas técnicos de imagen, un sonido sucio, impreciso, y su exhibición en video no la ayudan. Y en una película dedicada a un famoso melómano como lo fue Cortázar, la banalidad de la selección musical resulta otra ironía lamentable.”

## Declaración del director
El director dijo sobre la película: 

”Queda mucho por indagar, por discutir. No creo en las biografías y supongo que hay muchos otros argumentos en torno a Cortázar sobre los que se puede seguir discutiendo, incluso esos mismos que se abordaron en mi documental. Tengo un ensayo monumental en preparación sobre los primeros 40 años en la vida de Cortázar, un trabajo que contradice en gran medida todo lo que alguna vez leí sobre él en artículos periodísticos y ensayos biográficos. Supongo que ese trabajo llevará la forma de un libro; quizá pueda editar otro material que fui recopilando en un segundo borrador, pero en principio me cuesta creerlo."